# De Rust
De Rust (afrikaans, deutsch etwa: „Die Rast“) ist ein Ort in der Lokalgemeinde Gemeinde Oudtshoorn, im Distrikt Garden Route der südafrikanischen Provinz Westkap. 2011 hatte er 3566 Einwohner. Der Ort liegt am Fuß der Swartberge (im Norden) und des Kammanassieberg (im Süden) im Kreuzungsbereich der N12 mit der Route 62. Die nächste Stadt, Oudtshoorn, ist 35 Kilometer und der nächste Flughafen, George, 84 Kilometer entfernt.

## Geschichte
Im frühen 19. Jahrhundert zog Petrus Johannes Meiring, ein junger Mann aus Worcester nahe Kapstadt, in die Kleine Karoo. Er war ein Enkel von Pastor Arnoldus Meiring aus Lingen (Ems), der 1743 nach Südafrika einwanderte. Er entdeckte den Weg durch das Swartberg-Gebirge, den Meiringspoort-Pass. Es war der erste Pass, der hier die Kleine Karoo mit der Großen Karoo verband. Dieser wurde 1858 fertiggestellt.
Lange bevor der Ort gegründet wurde, war De Rust bereits als Ruheplatz nach der schwierigen Passüberquerung bekannt. 1900 wurde De Rust auf einem Teil der Farm der Familie Meirings gegründet.